# Airampoa ianthinantha
Airampoa ianthinantha ist eine Pflanzenart in der Gattung Airampoa aus der Familie der Kakteengewächse (Cactaceae). Das Artepitheton ianthinantha leitet sich von den griechischen Worten ianthinos für ‚violett‘ sowie anthos für ‚Blüte‘ ab.

## Beschreibung
Airampoa ianthinantha wächst niederliegend, verzweigt von der Unterseite der Triebsegmente und bildet Polster. Die verlängerten bis verkehrt eiförmigen Triebsegmente sind etwas gehöckert und bis 8 Zentimeter lang. Auf ihnen befinden sich etwa 100 Areolen. Die aus ihnen entspringenden 3 bis 8 ungleichen, meist geraden Dornen sind ausgebreitet. Sie sind anfangs bräunlich, werden später weißlich und sind bis 6 Zentimeter lang.
Die violettroten Blüten weisen eine Länge von bis 6 Zentimetern auf. Ihr Perikarpell ist mit Areolen bedeckt. Die Früchte sind birnenförmig.

## Verbreitung und Systematik
Airampoa ianthinantha ist in der argentinischen Provinz Jujuy verbreitet.
Die Erstbeschreibung als Platyopuntia ianthinantha erfolgte 1980 durch Friedrich Ritter. Alexander Borissovitch Doweld stellte die Art 2002 in die Gattung Airampoa. Weitere nomenklatorische Synonyme sind Opuntia ianthinantha (F.Ritter) Iliff (1997) und Tunilla ianthinantha (F.Ritter) D.R.Hunt & Iliff (2000).

## Nachweise